# Sabugalite

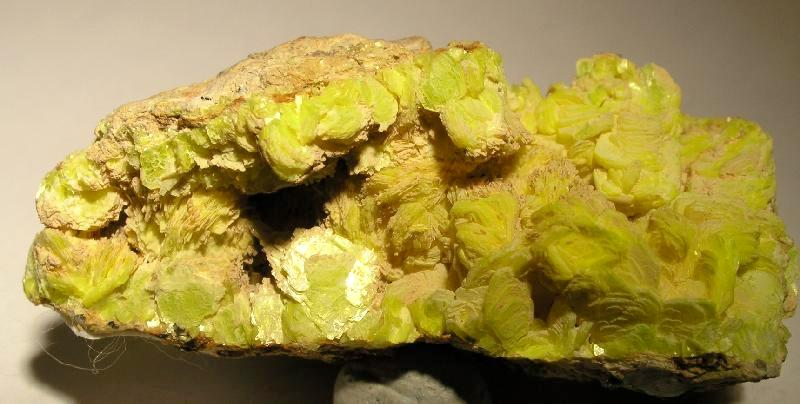
Cristais de sabugalite (4,5 x 2,5 cm), mina de Margnac, Limousin, França.

Sabugalite é um mineral do grupo da autunita com composição química HAl(UO2)4(PO4)4 16H2O.

## Características
Tem uma cor que vai do amarelo ao verde e a sua dureza na escala de Mohs é igual a 2.5. Cristaliza no sistema monoclínico.

## Cristalografia
A sabugalite cristaliza no sistema monoclínico com a grupo espacial C2/m. Seus parâmetros de rede são: 
- a = 7.12 Å,
- b = 10.46 Å,
- c = 7.48 Å,
- β = 100.2°. A simetria da estrutura é característica da combinação das eixos a, b, e c, com a presença de uma posição especial para os átomos de urânio e fósforo.

A disposição das moléculas de água também desempenha um papel importante na definição das propriedades físicas do mineral.

O mineral foi descrito pela primeira vez na comunidade científica internacional pelo mineralogista Clifford Frondel, em 1951, no periódico *American Mineralogist*. Este estudo destacou a singularidade da sabugalita como um mineral secundário de urânio, proveniente de depósitos encontrados em Sabugal, Portugal.
O seu nome tem origem em Sabugal, distrito da Guarda, Portugal local onde foi descoberta em 1951.